# Calathea hieroglyphica
Calathea hieroglyphica är en strimbladsväxtart som beskrevs av Jean Jules Linden och Éduard-François André. Calathea hieroglyphica ingår i släktet Calathea och familjen strimbladsväxter. Inga underarter finns listade.